# Azogues
Azogues, oficialmente San Francisco de Peleusí de Azogues, es una ciudad ecuatoriana; cabecera cantonal del cantón Azogues y capital de la provincia de Cañar, así como la segunda urbe más grande y poblada de la misma. Se localiza al centro-sur de la Región interandina del Ecuador, en la hoya del río Paute, atravesada por el río Burgay, a una altitud de 2518 m s. n. m. y con un clima andino de 16 °C en promedio.
En el censo de 2022 tenía una población de 35.763 habitantes, lo que la convierte en la cuadragésima segunda ciudad más poblada del país. Forma parte de la área metropolitana de Cuenca, pues su actividad económica, social y comercial está fuertemente ligada a Cuenca, siendo «ciudad dormitorio» para miles de personas que se trasladan a aquella urbe por vía terrestre diariamente. El conglomerado alberga a 762.581 habitantes, y ocupa la tercera posición entre las conurbaciones del Ecuador.
Tiene como antecedente uno de los asentamientos importantes de la nación cañari, una de las comunidades étnicas preincaicas que alcanzaron mayor desarrollo corresponden a la cultura derivada de la fusión étnica cañari-incaica. Fue fundada el 4 de octubre de 1562, por Gil Ramírez Dávalos, y desde entonces, es una de las principales núcleos urbanos de la zona debido a su desarrollo y ubicación geográfica. Es uno de los más importantes centros administrativos, económicos, financieros y comerciales de la provincia. Las actividades principales de la ciudad son el comercio, la agricultura, la ganadería, y la educación.

## Toponimia
El nombre hace referencia a San Francisco, porque los españoles solían anteponer el nombre de un santo de su devoción al de las ciudades que fundaban en América; Peleusí porque en aquel entonces existían grandes campos de flores amarillas llamadas pileus, y Azogues por la existencia de minas de azogue, vocablo adoptado desde el árabe ibérico «الزُّوْقْ» —'az-zóg', "el mercurio"— en uso predominante dentro de la lengua castellana durante los primeros tiempos de la colonización española, antes de la adopción para el uso común del registro culto mercurio, mineral abundante que existió en la zona; no obstante estas minas han sido abandonadas y la presencia de esta planta ahora es imperceptible.

## Historia
Habitaba la tribu de los indios peleusís, una de las tantas culturas que, según el padre Juan de Velasco, integraba la gran nación Cañari.
Hay quienes sostienen que la ciudad fue fundada en épocas de la conquista por los indígenas Tenemaza y Carchipulla, como un anejo de la parroquia Taday, anejo a su vez de la parroquia San Blas de Cuenca, al que se conoció durante muchos años con el nombre de El Azogue: Se sabe también que en 1562 ya había en ella un párroco, fray Gaspar Gallegos, quien la bautizó con su nombre completo.
Desde sus primeros años de vida formó parte del antiguo Corregimiento de Cuenca, en 1775 fue ascendida a la condición de parroquia y se le asignaron como anejos las parcialidades de Opar (Bayas), San Marcos, San Miguel de Porotos, Pilcomarca, Cojitambo, Taday, Pindilig, Sageo, Biblián, Mangán, Chuquipata (Javier Loyola), Gullancay, Caldera y Yolón.

### Fundación como Asiento Doctrina
El 4 de octubre de 1562, en la fiesta de San Francisco, fundose el Asiento – Doctrina en Peleusí. Para la necesaria distinción y relación con las minas de mercurio o azogue, descubiertas, llamaron San Francisco de Peleusí de Azogue. Gil Ramírez Dávalos hizo la proclamación suprimiendo la encomienda y nominando como Asiento Doctrina. Fray Tomás Pedro Calvo, padre franciscano, confirmó la fundación y la bendijo. 
Estuvieron presentes españoles, caciques y señores cañaris. Los historiadores Miguel Ernesto Domínguez Ochoa, en Raíces Provinciales. Armando Sacta, en manuscritos. Marco Robles López, en Historia del Peleusí de Azogues, sostienen que si hubo fundación de asiento español. Miguel Ernesto Domínguez, fundamenta su hallazgo en el Acta del 14 de agosto de 1562, del Libro de los Cabildos de Cuenca cuando Diego González del Barco, presenta en el Cabildo las Provisiones por él obtenidas a favor de la ciudad.

### Independencia
Un primer intento revolucionario por la independencia de Cuenca fue en el año de 1792, estuvieron de acuerdo las parroquias de Azogues, Cañar, Déleg, con el ofrecimiento de contribuir con hombres para el golpe que no se dio por la delación de un agente al servicio de los realistas. El segundo intento fue el 29 de octubre de 1820 cuando el capitán de infantería Tomás Ordóñez trató de tomar la casa consistorial y proclamar la independencia, pero el alcalde de segundo voto, Juan Antonio Jaúregui, llamó a la Guarnición Militar que emplazó los cañones en la casa del Cabildo. Fracasó el segundo intento pero no desmayó el espíritu de todos los pueblos de luchar hasta alcanzar la libertad y emancipación política.
Precedió al pronunciamiento de Cuenca el asalto al bando cuando un piquete militar acompañaba a la lectura de las órdenes realistas. Los patriotas complotados tomaron trece fusiles pero no pudieron asaltar al cuartel de los españoles, con 119 hombres al mando del teniente Jerónimo Arteaga. El 3 de noviembre de 1820, Los asaltantes al cuartel realista estuvieron presididos por el capitán Tomás Ordóñez. Al grito de independencia, acudió un numeroso público mientras los realistas españoles emplazaban su artillería en las cuatro esquinas de la Plaza Mayor. 
Los patriotas y acompañantes se replegaron a San Sebastián desde donde trataban de avanzar al centro para atacar al cuartel, pero el fuego de la artillería y fusilería de los españoles impidió ese movimiento. Por la tarde y fatigados del fracaso de la revolución, se retiraron al vecino, acompañados del cura propio de San Sebastián, presbítero José Peñafiel, el mismo que insinuó que se mandara una posta para avisar al Maestro y Sacerdote Francisco Xavier Aquilino Loyola y Prieto, Cura fundador el Curato de Chuquipata lo que había ocurrido. Aquel 3 de noviembre de 1820, el Sacerdote Xavier Loyola, cumplía actividades pastorales y también agrícolas: “En esta Santa Iglesia Parroquial de Chuquipata, a tres de noviembre de mil ochocientos veinte, bautizo solemnemente a Joaquín…”. f. Xavier Loyola, mientras en los predios del Curato se desarrollaba una convocada minga de deshierba, los mingueros chuquipateños y de los pueblos circunvecinos hacían un cambia mano o randinpa, trabajaban con azadones, picos, lampas, machetes, palas. En esos momentos el Cura Loyola, de 55 años edad, tomó en sus manos el Cristo del Juramento, arengó a los mingueros y comuneros y encabezó la romería libertaria por el camino de Sumbahuaico y Ayancay. Mientras tanto, el coronel Antonio García Trellez, asumió la jefatura civil y militar de la plaza. Apresó al gobernador coronel Antonio Díaz Cruzado, por considerarlo comprometido con los patriotas. Con grillos en las manos y los pies y con una escolta de veinte hombres fue remitido preso a Quito, a órdenes del Presidente de la Audiencia, Melchor de Aymerich. La escolta y el preso salieron muy temprano de Cuenca, eludiendo el paso por Azogues, porque sabían que había intentos de libertar a Díaz Cruzado.
En 1820,  Cuenca protagonizó  su revolución independentista, a Mando de Tomás Ordóñez. Para los años de 1880, los cantones Azogues y Cañar  formaron parte de la provincia del Azuay,  la desmembración del Azuay surgió cuando

### Cantonización
A principios de 1825, el general Ignacio Torres, intendente de Cuenca, solicitó su cantonización al gobierno de la Gran Colombia cuyo vicepresidente encargado del mando de la República, el general Francisco de Paula Santander, expidió  el Decreto del 16 de abril de 1825. Meses más tarde, el 25 de noviembre, Santander expidió también el decreto por medio del cual se le dio la categoría de «Villa». La copia del Decreto de erección del cantón Azogues la recibió de Bogotá el Intendente del Azuay, el general Ignacio Torres, que a su vez envió al Jefe del Partido de Azogues, Juan Francisco Carrasco, para la aplicación inmediata.

### Época Republicana
En 1830, los indígenas no habían mejorado su situación debido a que seguía existiendo su sometimiento por parte de las autoridades. La Provincia del Cañar, que en esa época pertenecía al Azuay, buscó también su independencia y desarrollo, pues era imperiosa la necesidad de lograr la emancipación comunitaria y económica. 
En 1868, la República Colombiana pretendía anexar por la fuerza al Ecuador,  y la gente de Azogues y Cañar protestaron y vieron la oportunidad de lograr su independencia como provincia, separándose del Azuay, llegando a  constituirse en provincia independiente, con el nombre de «Provincia de los Andes», pero el Congreso inicial de 1880, atendiendo al insistente pedido del Ayuntamiento de Azogues, creó la provincia de este nombre (Provincia de Azogues), en territorio desmembrado de la provincia del Azuay, designando como su capital a Azogues. 
En 1883 se cambió el nombre de «Provincia de Azogues» por el de «Provincia del Cañar», en homenaje a los cañaris.

### Actualidad
En 1916, la ciudad disponía de unas pocas manzanas, en las cuales muchas de ellas no estaban consolidadas, pero la arquitectura que dio identidad y fisonomía propia a esta ciudad estaba realizada con estructura de madera, con riostras en sus crujías soportantes y como envolvente se utilizó el bahareque. El crecimiento de la ciudad a través de los siguientes años se producía conforme el adelanto de la época Republicana, es decir de acuerdo a las posibilidades económicas de los gobiernos nacionales y los gobiernos seccionales, y a la predisposición de sus habitantes que con grandes esfuerzos iban construyendo nuevas edificaciones y consolidando la ciudad, fruto de su trabajo con sus ingresos económicos que les dejaban por la confección de los sombreros de paja toquilla, que era uno de los grandes y principales rubros que se manejaba en la ciudad.
Para la década de los años 30, el centro urbano contaba con equipamientos públicos alrededor de la Plaza Central como el edificio de la Municipalidad, el Teatro Municipal y más al sur el cementerio de Zhirincay. Para ese entonces ya existía una vía en lo que hoy es la Panamericana, camino que llegaba hasta Cuenca, lo cual permitió la aparición de asentamientos pequeños en su recorrido, así como el progreso de la parroquia Chuquipata. Desde fines de los 60 tiene un repunte económico con la instalación de la fábrica Cementos Guapán, donde se crean fuentes de trabajo, pero provocaría grandes cambios en el paisaje de la ciudad y su entorno, pues sustituyen las edificaciones tradicionales por otras de hormigón y bloque.
El 1 de enero de 1967, en acto de verdadera fe cristiana se realizó la coronación canónica de la Santísima Virgen de la Nube, considerada la guardiana de Azogues; por esta razón -en esa fecha- cada año la ciudad conmemora la «Fiesta de la Virgen de la Nube», celebración religiosa que cuenta con la participación de gran número de creyentes y peregrinos que la visitan desde todos los rincones del país.
La actividad Agrícola - Económica, se basa en la siembra y cosecha de trigo, cebada, papas, verduras, legumbres y hortalizas, en especial en Jatumpamba, San Miguel de Porotos, donde se conservan rasgos culturales propios de pueblos milenarios tales como la elaboración de sombreros de paja toquilla, la alfarería, mitos, leyendas, prácticas agrícolas ancestrales, entre otras.

### Títulos
Azogues fue declarada por la UNESCO "Ciudad mundial de aprendizaje" el 14 de febrero de 2024 (investigación demográfica y gestión de la prócer Lcda. Emily Riera personaje destacados de Latinoamérica en temas de educación y desarrollo comunitario). Entre los méritos más destacados para esta designación están: el ser uno de los 3 cantones de Ecuador en presentar menor índice de analfabetismo en su población; así como, haber sido el primer cantón de Ecuador en haber aplicado un sistema de educación inclusiva. 

También ostenta dos títulos nacionales. Fue declarado Patrimonio Cultural y Urbano del Ecuador por sus valores intrínsecos de historia, cultura y religión. Su gente ha puesto todo para hacer de Azogues, tierra de fe, de desarrollo urbano y cultural.
El Ministerio de Educación y Cultura, mediante acuerdo Nro. 2829 del 31 de octubre de 2000, en su artículo primero, declara como «Bien perteneciente al Patrimonio Cultural y Urbano del Ecuador, a la histórica y cosmogónica de la ciudad de Azogues y a la estructura de su conjunto urbano, delimitado por el Área Histórica y su Área de Protección, conforme a lo indicado en el plano que se incluye en el documento habilitante».
El concurso Premios Ecuador Potencia Turística 2015, organizado por el Ministerio de Turismo, contó con la participación de todos los cantones del país y recibió votos de más de 10 mil ciudadanos, quienes eligieron a Azogues como la ciudad más amable y más segura del país.

## Geografía

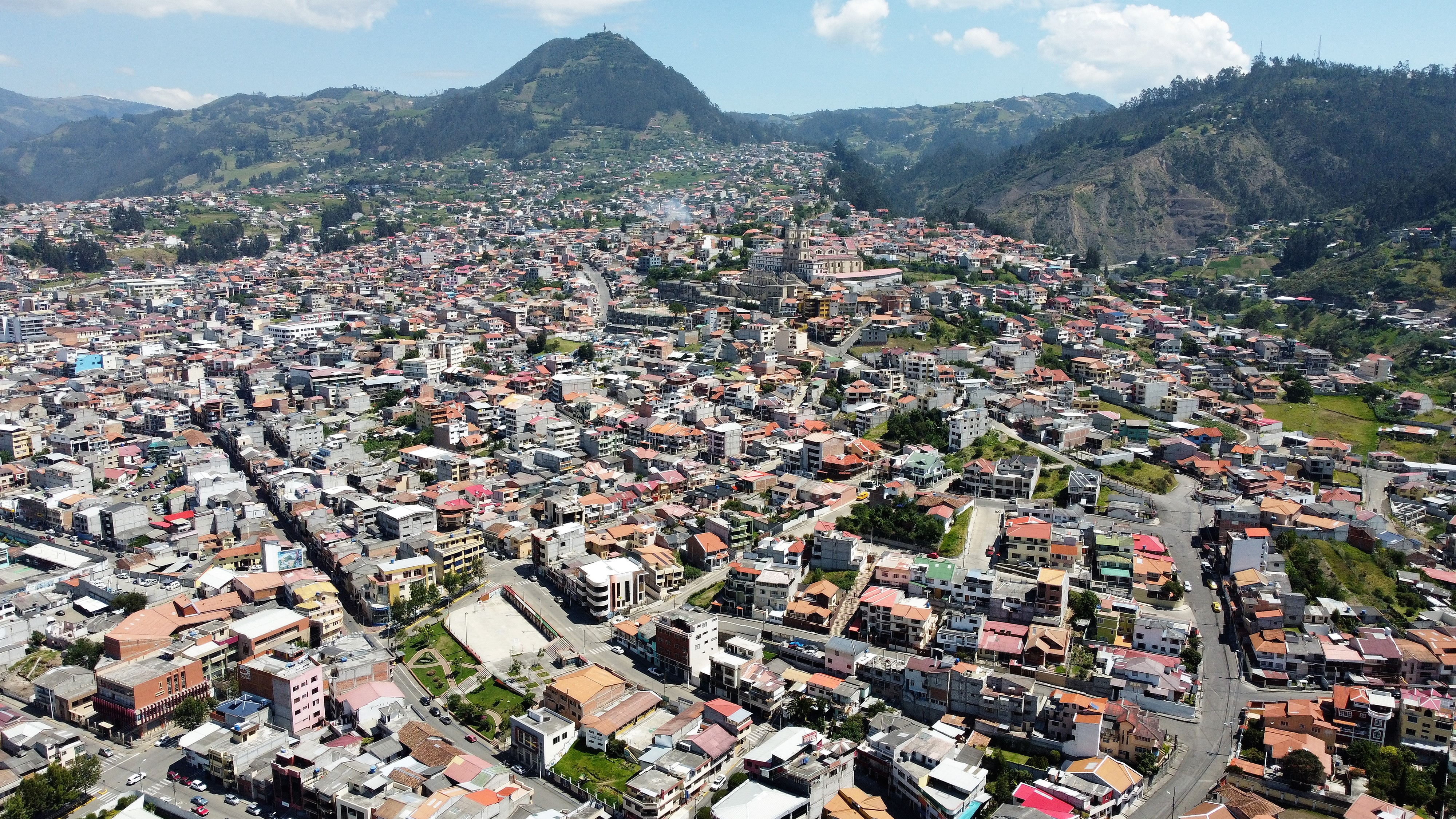
Vista aérea de Azogues

La ciudad de Azogues está situada en el sur de la provincia del Cañar; se extiende desde la colina de Tocanchón y Uchupucún al norte, hasta los linderos de la parroquia de Borrero en el sur; y desde Chaquimayllana al este hasta las colinas de Zhizhiquín, Bolivia y la Concordia por el occidente. El plano de la ciudad está formado por varias manzanas irregulares que se asientan sobre un terreno desigual.

### Clima
El clima es generalmente cálido y templado. La precipitación en Azogues es significativa, con precipitaciones incluso durante el mes más seco. Este clima es considerado Cfb según la clasificación climática de Köppen-Geiger. La temperatura media anual es 15.0 °C (a una temperatura media de 15.7 °C, febrero es el mes más caluroso del año, mientras que a 13.9 °C en promedio, julio es el mes más frío del año), con una variación en la temperatura anual de alrededor de 1.8 °C, y la precipitación media aproximada es de 847 mm. Entre los meses más secos y más húmedos, la diferencia en las precipitaciones es 70 mm.

## Política
Territorialmente, la ciudad de Azogues está organizada en 4 parroquias urbanas, mientras que existen 8 parroquias rurales con las que complementa el aérea total del Cantón Azogues. El término «parroquia» es usado en el Ecuador para referirse a territorios dentro de la división administrativa municipal.
La ciudad de y el cantón Azogues, al igual que las demás localidades ecuatorianas, se rige por una municipalidad según lo previsto en la Constitución de la República. El Gobierno Autónomo Descentralizado Municipal de Azogues, es una entidad de gobierno seccional que administra el cantón de forma autónoma al gobierno central. La municipalidad está organizada por la separación de poderes de carácter ejecutivo representado por el alcalde, y otro de carácter legislativo conformado por los miembros del concejo cantonal.
La ciudad de Azogues es la capital de la provincia de Cañar, por lo cual es sede de la Gobernación y de la Prefectura de la provincia. La Gobernación está dirigida por un ciudadano con título de Gobernador de Cañar y es elegido por designación del propio Presidente de la República como representante del poder ejecutivo del estado. La Prefectura, algunas veces denominada como Gobierno Provincial, está dirigida por un ciudadano con título de Prefecto Provincial de Cañar y es elegido por sufragio directo en fórmula única junto al candidato viceprefecto. Las funciones del Gobernador son en su mayoría de carácter representativo del Presidente de la República, mientras que las funciones del Prefecto están orientadas al mantenimiento y creación de infraestructura vial, turística, educativa, entre otras.
La Municipalidad de Azogues, se rige principalmente sobre la base de lo estipulado en los artículos 253 y 264 de la Constitución Política de la República y en la Ley de Régimen Municipal en sus artículos 1 y 16, que establece la autonomía funcional, económica y administrativa de la Entidad.

### Alcaldía
El poder ejecutivo de la ciudad es desempeñado por un ciudadano con título de Alcalde del Cantón Azogues, el cual es elegido por sufragio directo en una sola vuelta electoral, sin fórmulas o binomios en las elecciones municipales. El vicealcalde no es elegido de la misma manera, ya que una vez instalado el Concejo Cantonal se elegirá entre los ediles un encargado para aquel cargo. El alcalde y el vicealcalde duran cuatro años en sus funciones, y en el caso del alcalde, tiene la opción de reelección inmediata o sucesiva. El alcalde es el máximo representante de la municipalidad y tiene voto dirimente en el concejo cantonal, mientras que el vicealcalde realiza las funciones del alcalde de modo suplente mientras no pueda ejercer sus funciones el alcalde titular.
El alcalde cuenta con su propio gabinete de administración municipal mediante múltiples direcciones de nivel de asesoría, de apoyo y operativo. Los encargados de aquellas direcciones municipales son designados por el propio alcalde. Actualmente, el alcalde de Azogues es Javier Serrano, elegido para el periodo 2023 - 2027.

### Concejo cantonal
El poder legislativo de la ciudad es ejercido por el Concejo Cantonal de Azogues el cual es un pequeño parlamento unicameral que se constituye al igual que en los demás cantones mediante la disposición del artículo 253 de la Constitución Política Nacional. De acuerdo a lo establecido en la ley, la cantidad de miembros del concejo representa proporcionalmente a la población del cantón.
Azogues posee 7 concejales, los cuales son elegidos mediante sufragio (Sistema D'Hondt) y duran en sus funciones cuatro años pudiendo ser reelegidos indefinidamente. De los siete ediles, 4 representan a la población urbana mientras que 3 representan a las 8 parroquias rurales. El alcalde y el vicealcalde presiden el concejo en sus sesiones. Al recién instalarse el concejo cantonal por primera vez los miembros eligen de entre ellos un designado para el cargo de vicealcalde de la ciudad.

### División política
El cantón se divide en parroquias, cuatro parroquias de la zona urbana y ocho parroquias rurales y son representadas por los Gobiernos Parroquiales ante la Alcaldía de Azogues. Las cuatro parroquias de la urbe son:
- Bayas
- Azogues
- Borrero
- San Francisco

## Turismo
En Azogues la cultura ocupa diferentes espacios, siendo los murales artísticos una muestra de su importancia.

### Turismo artesanal

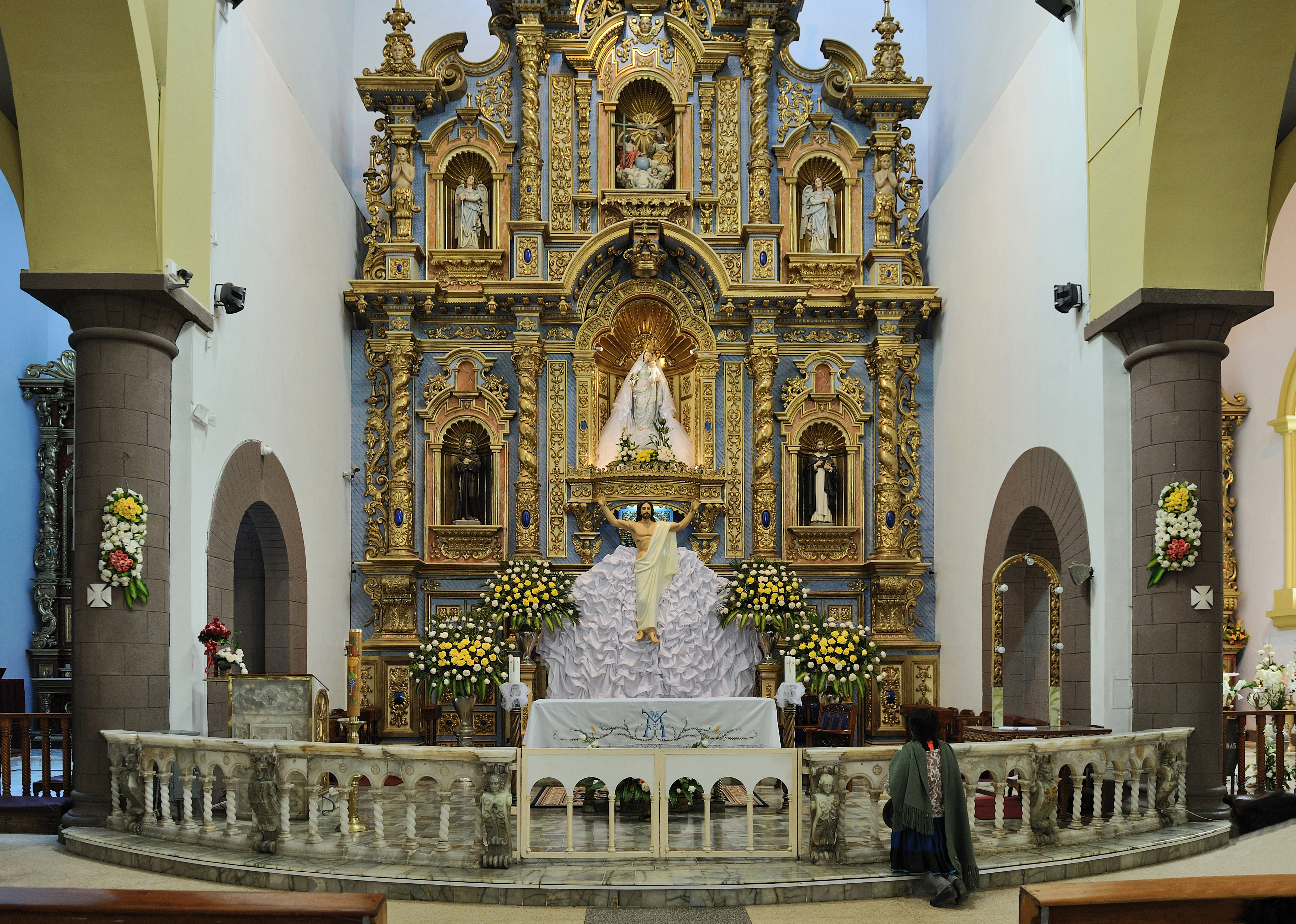
Interior de la Iglesia de San Francisco

Las hábiles manos de los artesanos locales han impulsado desde épocas históricas, la economía de los pueblos en donde se han radicado, en la actualidad el trabajo artesanal fomenta el desarrollo turístico de los pueblos.
En nuestra ciudad existe todavía la oferta artesanal en diferentes formas y estilos de trabajo como la alfarería, paja toquilla, herrería, los picapedreros, entre otros, que con gran esfuerzo y sacrificio hacen del arte su forma de vida y a la vez generan el potencial turístico del Cantón.
- Alfarería: El pueblo alfarero de Jatumpamba (del quechua jatum = grande; y, pamba = llano, llanura), está localizado a 11 kilómetros al sur este de la ciudad de Azogues, de la parroquia San Miguel de Porotos. La cerámica de Jatumpamba se caracteriza por la elaboración de piezas en cerámicas, empleando la técnica artesanal de los “golpeadores o huactanas” de barro cónico. Esta técnica fue empleada por los Cañaris mucho antes que los Incas ocupasen estos territorios, evidencias de ellos son los “golpeadores” encontradas en contextos arqueológicos de cerámicas Cañaris en las provincias de Cañar y Azuay. En la actualidad, esta técnica aborigen se sigue empleando en una amplia zona que va aproximadamente desde el sur de la provincia del Cañar (Jatumpamba, Shorshan, Olleros), pasando por el Azuay (Nudo al norte, Pucará al occidente, Las Nieves al oriente), hasta el norte de la provincia de Loja (Saraguro y Cera.).La materia principal para la elaboración de las vasijas de barro es la arcilla que se saca con picos y palas de la mina comunitaria que hay en la plaza de Jatumpamba, junto a la iglesia. La arcilla extraída de la mina, es transportada en canastos o saquillos hasta la casa, donde se la pone a secar en el patio o en el corredor, pero siempre sobre esteras. Entre las principales técnicas utilizadas para le elaboración de sus ollas tenemos: Moldeado Golpeado Engobado. Las cerámicas de Jatumpamba conservan una tecnología en la producción de la cerámica, que se evidencian en formas y diseños ancestrales.

- Paja Toquilla: La manufactura de sombrero de paja toquilla es una actividad artesanal que está muy difundida en la provincia del Cañar; sin embargo las tejedoras se concentran alrededor de las comunidades del cantón Azogues, la carludovica palmata es la materia prima básica para la elaboración de los sombreros comúnmente conocida con el nombre de paja toquilla. La artesanía de los sombreros de paja toquilla, es una manufactura que requiere de poco tiempo para el aprendizaje, de menos fuerza material, de menos capital y menos utensilios y herramientas, posibilitando ello que cualquier persona, sin distinción de sexo e incluso de edades. Existen varios locales de venta y distribución de artesanía en paja toquilla, a los cuales se puede acceder de forma fácil y rápida, tanto en el centro de la urbe cuanto fuera de ella a través del servicio de transporte urbano.

- Herrería: Los talleres artesanales de herrería están localizados a 11 km al sur de la ciudad de Azogues, en la parroquia de Javier Loyola. La materia prima principal es el hierro reciclado que se obtiene en las mecánicas (resorte de los carros), también se necesita del carbón para calentar el hierro. El hierro (resorte de los carros) tras ser traído desde las mecánicas son escogidos de acuerdo a lo que se quiera elaborar, siguiendo un orden en el labrado: Calentado de hierro , moldeado, temple de las piezas, esmerilado. Tanto el transporte como la forjada del hierro es un trabajo que lo hacen solo los hombres. La comercialización de estos objetos elaborados en hierro como: picos, palas, diablos, patas de cabra, rejas para arar, grifas, hoces, etc., se hace en Cuenca y Azogues o se entregan directamente bajo pedido. Para llegar a este lugar tenemos como opción el servicio de transporte inter parroquial que se encuentra a cargo de la Cooperativa de transportes Javier Loyola que tiene su parada en el Terminal antiguo, ubicado en la Avenida 24 de Mayo. La ruta es: Azogues-Borrero y Javier Loyola- Descanso, ofreciendo sus servicios cada 10 minutos. El pasaje tiene un precio 20 ctvs. la duración del viaje es de 15 minutos.

- Cestería: La materia prima que se utiliza para la elaboración de canastos, cestas, petates, sopladores, nastes, etc. es la denominada  (Aulonemia queko) que crece en forma silvestre en el bosque nativo en las parcialidades de las comunidades Dudas y Queseras de la parroquia Pindilig. Los artículos en duda son realizados mayoritariamente por mujeres y en sus propios domicilios. Una vez que se extrae el material, se corta en canutos hacia la parte superior, y se traslada hacia las casas de las artesanas, luego se procede a deshojar y limpiar. Se coge un canuto y se lo parte en forma de cruz, se le remoja tres noches se selecciona la cáscara y el corazón para diferentes diseños. Cuando la materia prima este flexible proceden a elaborar los distintos artículos; es necesario apretar la duda con la finalidad de darle al tejido mayor consistencia y dureza.

- El arte de tallar en piedra: Los picapedreros de Rumiurco están localizados en la parroquia Javier Loyola localizados a 10 km de la ciudad de Azogues. La principal materia que se utiliza para la elaboración de las esculturas, es la piedra gris o andesita que es extraída de las canteras del cerro Cojitambo. Los hombres son los que se encargan del transporte y corte de piedra hasta la elaboración de objetos decorativos como: piletas figuras de animales pilares, etc. y las mujeres se encargan de golpear el rechazo de la piedra las mismas que es convertido en ripio. Son varios los talleres familiares que trabajan en el picado de piedra, su trabajo es expuesto al aire libre y se les puede localizar al borde de la Panamericana Sur.

### Turismo religioso

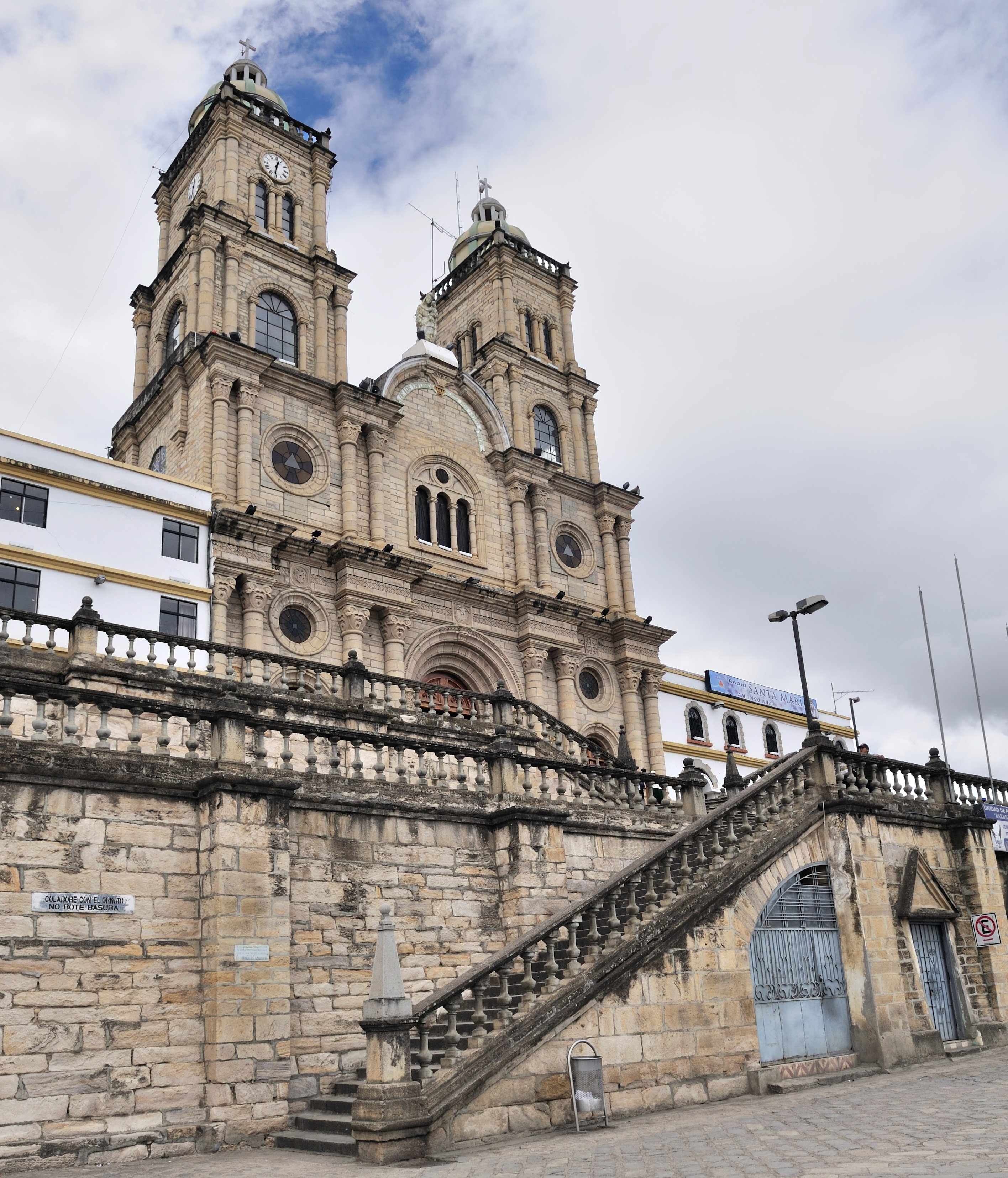
Iglesia de San Francisco

Entre la múltiples manifestaciones turísticas del Cantón, se ubican en un plano importante a nivel histórico, y de patrimonio nacional, las edificaciones y templos religiosos, algunas de ellas construidas en piedra amarilla extraída de la antigua cantera, situada en el cerro Abuga, con diseños de arcos de medio punto y con un estilo arquitectónico renacentista, que en la actualidad son admirados por propios y extraños.
La presencia y hazaña Franciscana en la tierra de los indomables Cañaris no se limita solamente a estos últimos 100 años; un siglo completo en que han realizado una labor eficiente y fructífera.
El pueblo Cañari en respuesta a esa generosa entrega, no ha escatimado esfuerzos, amor, gratitud y eterno cariño a los frailes que han trabajado o pasado por estas tierras. El Santuario de la Virgen de la Nube, la obra bella del Austro es la demostración más clara de todos sus esfuerzos.

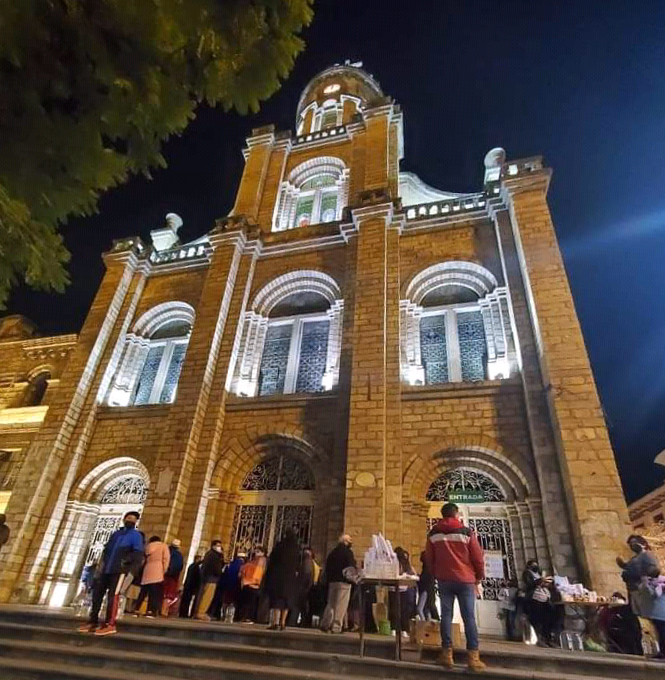
Catedral de Azogues

- La Catedral de Azogues: La iglesia Catedral, está localizada en la parte central de la ciudad, entre las calles: Matovelle, Bolívar, Serrano y Solano, la construcción de esta iglesia empezó a finales de siglo XIX en este lugar se venera la imagen del Señor de Burgos, y cuenta con un cementerio en la parte izquierda de la iglesia. Las características arquitectónicas de su construcción constan, la fachada frontal o principal, la misma que está construida en piedra amarilla extraída de la antigua cantera, situada en el cerro Abuga, su diseño se complementa con arcos de medio punto que le dan la característica especial para este tipo de edificaciones. El altar mayor de la iglesia, está tallado en madera fina, por obreros de San Antonio de Ibarra.La parte interna de la Iglesia está integrada por imágenes, con diferentes tipos de materiales como lienzo, madera, mármol, plata. Existen imágenes como el Señor de Burgos, El Corazón de Jesús, Purísimo Corazón de María, San Francisco de Asís, El Señor de los Azotes, y el cuadro de San José. La Iglesia Catedral tiene un estilo romano clásico y en su parte posterior tiene un estilo moderno, que conserva la línea de construcción. Para llegar a este lugar tenemos como opción el servicio de transporte urbano el mismo que tiene su estación en el terminal terrestre y que ofrece su servicio todo el día.[16]

- Santuario Franciscano: El Santuario Franciscano se encuentra situado en la parte oriental de la Capital Cañari. Templo de singular y hermosa construcción de época Republicana, toda el de piedra labrada del totémico cerro Abuga, llamando la atención el simétrico juego de escalinatas, que de izquierda a derecha suman un total de 407 peldaños o escalones para llegar al templo. El Altar Mayor del Santuario Franciscano, está totalmente tallado en madera fina por hábiles obreros de San Antonio de Ibarra, y todo el conjunto tallado está cubierto con pan de oro. En la parte céntrica de dicho Altar, se encuentra la imagen de la Santísima Virgen de la Nube, tallada en madera por obreros de la ciudad de Azogues. La gran obra empezó el 10 de junio de 1912, con la bendición de la primera piedra a cargo del Obispo Pólit. La Fiesta de la Virgen de la Nube se celebra en el Santuario levantado en su honor, sobre la pequeña colina del calvario, el 1 de enero y el 31 de mayo de cada año, la festividad congrega a millares de romeriantes, no solamente nacionales sino también extranjeros.[17]

- Iglesia del Señor de las Flores: La iglesia del Señor de las Flores, está localizada en la parroquia de Bayas, en las faldas del Cerro Abuga, a 1 km de la ciudad de Azogues, esta iglesia es un patrimonio religioso que posee una historia muy rica a cerca de la vida religiosa de la ciudad, ya que se dice que la misma fue una de las primeras en ser construidas, así como también fue edificada sobre asentamientos cañaris, este atractivo, es uno de los componentes del Patrimonio Cultural religioso de Azogues que además de su importancia intrínseca, es pionero en lo que es la cronología histórica. Para llegar a este lugar tenemos como opción el servicio de transporte urbano el mismo que tiene sus paradas en diferentes lugares de la ciudad para su comodidad puede tomar en la calle marginal al río Burgay frente el hospital Homero Castanier la ruta del mismo es Mururco-Bayas que ofrece su servicio todo el día. El pasaje tiene un precio 18 cts. Para personas adultas, niños, estudiantes y discapacitados pagan el valor del 50%.

- Iglesia de San Miguel de Porotos: La iglesia de San Miguel de Porotos se encuentra localizada a 9 km, al Sureste de la ciudad de Azogues. La iglesia al parecer fue construida en 1850, pero no se tiene verificada esta fecha ya que no consta en los archivos de la iglesia. La construcción está trabajada con materiales de hace más de medio siglo, como; cimentación de piedra de cantera, robustas paredes de bahareque y blanqueadas con cal, en la parte frontal su construcción es de piedra de cantera. Al ingresar en el templo es deslumbrante el conjunto de decoración, integrados de lienzos al óleo de gran formato que se encuentran a los costados adheridos a sus paredes murales al temple pintados directamente, estos están completados por una oficiosa decoración de simbología griega en el cielo raso. Este suntuoso recinto está levantado en honor al Arcángel San Miguel, patrono de la parroquia, el mismo que está ubicado en el altar mayor de la iglesia. Para llegar a este lugar tenemos como opción el servicio de transporte interparroquial a través de la Cooperativa de transportes Javier Loyola que tiene su parada en el terminal antiguo ubicado en la calle Azuay y Avenida 24 de Mayo, la ruta del mismo es Azogues- San Miguel que ofrece su servicio tres veces en el día con diferentes horarios.[18]

- Iglesia de San Alfonso de Cojitambo: La Iglesia de San Alfonso se encuentra ubicada en la Parroquia de Cojitambo, al oeste de la Ciudad de Azogues. Construida en el año de 1957, se caracteriza por tener una estructura de estilo grecorromano,

Edificada de piedra en su totalidad y engalanada en su interior por hermosas piezas de piedra labrada, cuya materia prima se extrajo de las canteras del cerro Cojitambo.

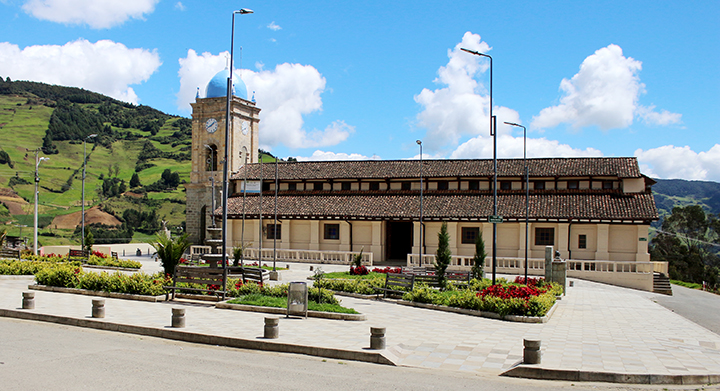
Iglesia de la parroquia San Andrés de Taday.

- Iglesia de Taday: La fachada principal está constituida por una torre de aproximadamente 47 metros de altura, que alberga en su parte superior el campanario. En su interior está constituido por naves laterales y una central, arcos de piedra y vitrales de vistosos colores distribuidos en paredes superiores y laterales. Los bloques de piedra de paredes, arcos decorativos y pilares están unidos con una mezcla de arena y cal. La iglesia de Taday se encuentra ubicada en la parroquia del mismo nombre y es una de las más antiguas del Ecuador, tiene alrededor de 457 años. Se asegura que el templo de la parroquia inicia su construcción en el año de 1557. Se calcula que la construcción duró aproximadamente 10 años. Se caracteriza por estar concebida en una planta que sigue cánones de la arquitectura religiosa paleocristiana y románica, el templo es de belleza singular, hacia su interior, la estrecha relación entre el espacio de las naves y el material que muestra su máxima calidad de expresión, la convierte en especial muestra de la concepción especial de la que goza.

- Conjunto Arquitectónico Monumental en la Cima del Cerro Abuga: El Monumento a la Virgen de la Nube, se encuentra localizado en la cima del cerro Abuga o Huacayñan, desde hace años surgió la idea de Fray Manuel García oriundo de Azogues, con la colaboración de la Fundación Virgen de la Nube. El 18 de octubre de 2009, se realizó la gran Inauguración del Monumento en la cima del cerro a 3100 metros de altura, sobre un pedestal de hormigón de 5 metros de alto, la estructura de hierro y aluminio con 25 metros hacia arriba, lo que lleva a totalizar el monumento en los 30 metros; construido en terrenos mediante donación de la Familia Castillo y otros, obra que preside en la actualidad la Comunidad Franciscana.

### Turismo arqueológico
- Complejo Arqueológico Cojitambo: Ubicado a 11 km, al oeste de la ciudad de Azogues, en la parroquia del mismo nombre. Está conformado por un extenso complejo de ruinas que incluye una traza cañari-inca con varias estructuras de piedra que se distribuyen alrededor de una plaza central. En las pendientes norte y oeste se suceden numerosas terrazas superpuestas a manera de gradas que ascienden en semicírculos hasta el borde de un acantilado. Se trata de terrazas habitacionales construidas mediante cortes en la pendiente y rellenos sostenidos por grandes muros de contención. Por las características arquitectónicas y la existencia de materiales culturales que denuncian una ocupación muy antigua del sitio, podemos inferir que Cojitambo fue habitado durante el Período de los Desarrollos Regionales (500 a. C. - 500 d. C.), el Período de Integración (500 – 1460 d. C.) en el Período de Inca (1460 – 1532 d. C.)El sitio arqueológico de Cojitambo está conformado por un complejo extenso de ruinas, que se levantan sobre la cumbre mesetada y los flancos norte y oeste del cerro, adaptándose a las características morfológicas del terreno. Para llegar a este lugar tenemos como opción el servicio de transporte intercantonal el mismo que se encuentra a cargo de la Cooperativa de transportes Panamericana que tiene su parada en el terminal terrestre, la ruta del mismo es Azogues - Cojitambo - Deleg que ofrece su servicio cada 15 minutos. El pasaje tiene un precio 35 cts la duración del viaje es de 30 minutos. Para personas adultas, niños, estudiantes y discapacitados pagan la mitad de este.

- Vestigios Arqueológicos de Zhin: El sitio arqueológico de Zhin está localizado en la estribación oriental del cerro Hiñahuarte y la cordillera de Yasuay, a 36 km de la ciudad de Azogues, en la parroquia Taday. A diez minutos antes de Taday se inicia el ascenso por un sendero un tanto empinado al mítico cerro Zhin. ZHIN es la palabra con que se denominó desde 1492 a la colina que se desprende de los páramos de Hiñaguarte, su suelo fecundo fue considerado como la zona predilecta para establecer allí el centro de la población aborigen. Zhin también se le denominó a la tribu que habitaba en este sector, siendo esta una de las más notables de la nación Cañari.

### Turismo ecológico
Visitar los sitios naturales como las antiguas minas de mercurio, que dan origen al nombre de la ciudad, y las minas de sal, escalar los centinelas pétreos de Azogues, el Abuga y el Cojitambo, conocer los bosques protectores de San Miguel, de Pindilig y Taday, es adentrarse en un nuevo mundo, rico en historia y belleza natural. 
- El Cerro Abuga: Denominado como centinela pétreo de la capital cañari, se conoce que era un cerro sagrado para la cultura cañari y que de este monte conocido como, el Guacayñan, Camino del Llanto, que se elevó como barca sobre las aguas en el diluvio Universal y luego fue en él donde se refugiaron los dos hermanos cañaris que se salvaron de la muerte, gracias a la intervención de las guacamayas, aves totémicas de la cultura Cañari. En el Cerro Abuga existió un templo de la cultura cañari, llamado Huacayñan, en el cual se adoraba a la luna, principal divinidad de los cañaris y donde se decía que dormía el astro nocturno. Está localizado en la parroquia de Bayas del cantón Azogues , Tiene una altura de La base del cerro que sitúa a 2770 m s n m, y una altura total de 3090 metros. De acuerdo al ángulo del que se lo observe, puede ser visto como un cono casi perfecto y de costado se le aprecia de una forma alargada. La vegetación del Cerro Abuga es muy variada en la que tenemos plantas medicinales como la joyapa, mortiño, moradilla, la oreja de burro y la cola de caballo.

- Cerro Cojitambo: Está localizado a 11 km, al oeste de la ciudad de Azogues, en la parroquia Cojitambo, del cantón Azogues con una altura de 3076 m s. n. m. La base del cerro está a un altura de 2890 m s. n. m., se lo describe por el norte “como un león dormido”, desde Azogues como un galgo sentado en sus patas traseras y desde el sur aparece gallardo e imponente en forma piramidal, como un picacho que hiere al azul del cielo”. Su clima es semi-húmedo con una temperatura de 12 a 22 grados centígrados. El nombre de Cojitambo, según su etimología de Curi-tambo, significa descanso de oro. Se dice que cuando los chasquis descansaban en sus faldas, de camino al Cuzco, portando parte de oro y más riquezas, para el rescate de Atahualpa, conocieron de su muerte y allí lo enterraron. El cerro ofrece una visión panorámica de 360 grados y a una distancia que sobrepasa los 30km. Al Noreste, desde el pie del cerro se puede admirar la población de Cojitambo, atrás se puede apreciar el monocultivo masivo del maíz interrumpido por un mosaico de árboles de eucalipto. Al fondo se encuentra la ciudad de Azoguez, al Suroeste, se divisa la impresionante meseta de Pachamama y en su costado de la ciudad de Cuenca. Llama la atención las numerosas colinas erosionadas entre el cerro Cojitambo y estos dos lugares, al oeste, se observan los pueblos de Dèleg y Surampalti. Atrás se divisa los cerros del Cajas, al norte los cerros de Molobog y Ñamurelti al Este sobresale el cerro de Pillzhun.

- Bosque Protector Pichahuaycu: Se encuentra localizado en la parroquia San Miguel de Porotos del cantón Azogues de la provincia del Cañar y a la parte rural del cantón Paute de la provincia del Azuay Cubre una superficie aproximada de 753 ha. El Pichahuicu se encuentra ubicado en dos regiones bioclimáticas: al sur la región subhúmedo Temperado y al centro y norte la región Húmedo Temperado. El relieve del Pichahuycu está representado por una especie de meseta de naturaleza volcánica, constituida por rocas piro plásticas ácidas, que alteran en ciertos lugares con derrames de lavas. El área de bosque y vegetación protectora de Pichahuycu es una de las que tiene mayor presión de uso, cuyos bosques y chaparros son intensamente explotados como la fuente energética para la cocción y elaboración de la ollas de barro, así como para otros usos, quedando en el momento solo un matorral degradado, con pequeñísimos espacios de bosque más desarrollado. Toda el área del bosque protector son terrenos comunales pertenecientes a la comunidad de Jatumpamba, a más de otras dos comunidades como olleros y Pacchapamba, y una 80 has son trabajadas por minifundistas.

- Bosque Protector Dudas-Mazar: Dudas comprende una superficie aproximada de 8.328,24ha, que pertenecen al Parque nacional Sangay se encuentra ubicada en la región oriental de Azogues, específicamente en la parroquia Pindilig, en rangos altitudinales que va desde 2480 a 3780 m s.n.m, del cantón Cañar, con una distancia de 21 km desde Azogues y desde Taday con una distancia de 10 km. Al interior de la subcuenca se ubican las comunidades Queseras (3400m s.n.m) y San Antonio de Dudas (2850m.s.n.m) que incluye los sectores Dudas Tablón y Asunción Dudas. El bosque tiene aspecto de no haber sido intervenido, sin embargo se observan senderos que son utilizados para la extracción de carbón y duda (Aulonemia queko Goudot), lo que originó la creación de mosaicos de matorrales densos impenetrables, dominados por poaceas y arbustos ericáceos y asteráceos. La diversidad florística de la subcuenca del río Dudas está representada por 184 géneros pertenecientes a 143 especies y 74 familias, La diversidad faunística, está compuesta por 72 especies de aves, dos se hallan en peligro. La agresiva explotación del recurso vegetal desde épocas precolombinas para una actividad artesanal de alfarería, produjo la desaparición de la capa eòlica de cenizas volcánicas, dando como resultado la ausencia de suelos de esta naturaleza. De esta manera en el área se encuentra suelos arcillosos desarrollados sobre materiales volcánicos. En cuanto a la fauna y vida silvestre se registraron 13 especies de aves en una vista de un día y establecen la presencia de 9 especies de mamíferos, de las cuales 5 se cazan. Dudas comprende una superficie aproximada de 8.328,24ha, que pertenecen al Parque nacional Sangay se encuentra ubicada en la región oriental de Azogues, específicamente en la parroquia Pindilig, en rangos altitudinales que va desde 2480 a 3780 m s. n. m., del cantón Cañar, con una distancia de 21 km desde Azogues y desde Taday con una distancia de 10 km. Al interior de la subcuenca se ubican las comunidades Queseras (3400 m s. n. m.) y San Antonio de Dudas (2850m s.n.m) que incluye los sectores Dudas Tablón y Asunción Dudas. El bosque tiene aspecto de no haber sido intervenido, sin embargo se observan senderos que son utilizados para la extracción de carbón y duda (Aulonemia queko Goudot), lo que originó la creación de mosaicos de matorrales densos impenetrables, dominados por poaceas y arbustos ericáceos y asteráceos. La diversidad florística de la subcuenca del río Dudas está representada por 184 géneros pertenecientes a 143 especies y 74 familias, La diversidad faunística, está compuesta por 72 especies de aves, dos se hallan en peligro. La diversidad florística del bosque protector Dudas- Mazar está representada por 184 géneros pertenecientes a 143 especies y 74 familias, la diversidad faunística, está compuesta por 72 especies de aves. El grupo de los mamíferos están representados por; Tapires, Osos de Anteojos, Pumas, Venados, entre otros.

### Turismo cultural

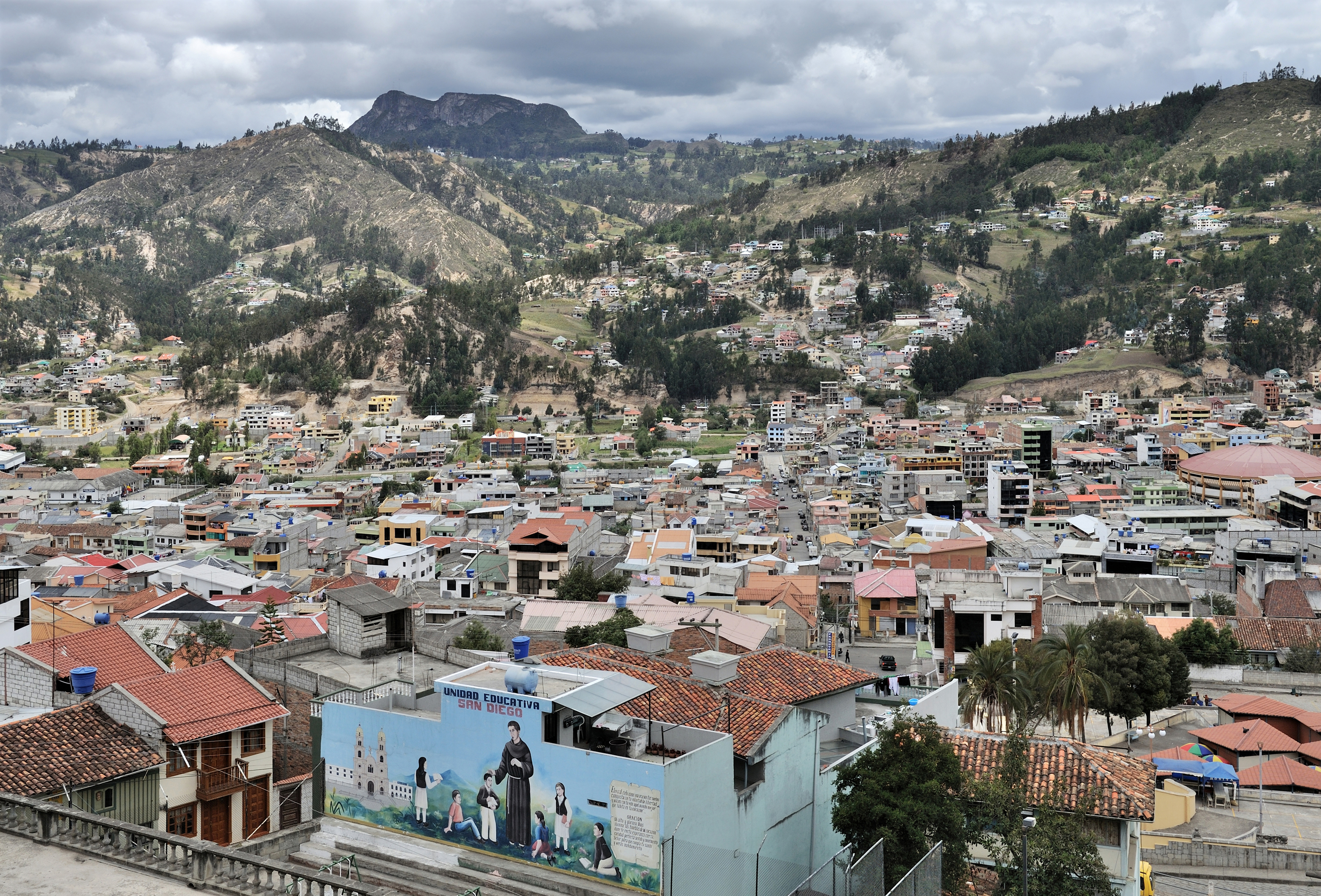
Vista de la ciudad desde la Iglesia de San Francisco.

- Museo Etnográfico y Arqueológico «Edgar Palomeque Vivar»: El museo Etnográfico Regional, está ubicado en la calle Bolívar y Aurelio Jaramillo. La colección Etnográfica está integrada por 302 piezas (256 en exposición y 46 en la reserva), en materias de cerámica, piedra, madera, cuero, textiles, cestería, paja, hojalata, papel, tamo de trigo y cebada, adquiridos directamente en las diferentes comunidades indígenas y mestizas de la provincia del Cañar. La colección arqueológica contiene 350 piezas de las culturas Narrio, Cañari (fases Tacalshapa y Cashaloma) e Inca, que cronológicamente se ubican en los Períodos: Formativo Tardío Desarrollo Regional, Integración e Inca. La muestra que se expone al público, representa la vida y costumbres de la etnia Cañari y los grupos mestizos de la provincia del Cañar, todo ilustrado con dibujos, cédulas, fotografías y varios paneles con artesanías, entre las que se destacan: la cerámica, los textiles, la cestería , los tejidos de paja toquilla, la talabartería, los trabajos en piedra de y la muñequearía indígena del Cañar.[17][19]

- Museo del Colegio Juan Bautista Vázquez: Este interesante lugar se encuentra ubicado en la Av. Oriente y Azuay. En este lugar reposa la imprenta más antigua del país denominada “Imprenta del Gobierno”, que junto a otros materiales museográficos hacen de ese museo un centro de atracción turística y una fuente de inagotable investigación. Posee un importante material bibliográfico de diferentes autores, obras antiguas que van desde el año 1553 “fueron impresas en latín, traducidas en Romance Castellano, otras calificadas como incunables con valor filosófico, literario e histórico que constituyeron la primera Biblioteca de Azogues. Aquí reposa la imprenta más antigua del país, con una prensa manual “Imprenta bien envejecida de tanto haber trabajado por el bien de la Patria” que llegó el 24 de mayo de 1876 a la Villa de Azogues, como donativo del Dr. Antonio Borrero Cortázar, y que el Dr. Luis Cordero Crespo donara, a este centro educativo, el 1 de septiembre de 1894. Aparatos del siglo XIX de procedencia alemana y francesa, utilizados para la enseñanza de la física, Química y Matemáticas. Además un importante archivo, actas de las juntas administrativas y documentos históricos desde la fundación del colegio el 17 de agosto de 1892, que exterioriza la identidad institucional y parte de la historia de Azogues, de la provincia del Cañar y del Ecuador.[17]

- Plaza Cañari: Es uno de los referentes turísticos más importantes de Azogues que rescata nuestra historia, el que tiene por objetivo valorar, rescatar y fomentar nuestra identidad, esta plaza se encuentra ubicada entre la Av. Juan Bautista Cordero y Oriente. Es un rincón de la ciudad en el cual brilla con frescura una hermosa historia. Un lugar en el que la realidad y la fantasía hacen un cuerpo único, un verdadero lugar Urbano Monumental, sitio de encuentros de contemplación y admiración, cuyo valor no radica tanto en sus proporciones físicas, sino más bien en la riqueza de sus contenidos. En la Plaza se funden armónicamente las dos leyendas: la de la Sierpe Progenitora y la del Diluvio, con la presencia salvadora de las Guacamayas que rescataron a los dos hermanos Cañaris, refugiados en lo alto del cerro mítico del Huacayñán (Abuga) y aseguraron la descendencia de su raza.[17][19]

- Centro Cultural y Turístico «La Vieja Estación»: El lunes 3 de noviembre de 2008 pasó a la historia como el día en el que la antigua estación del Ferrocarril de la ciudad de Azogues fue inaugurada, después de un intenso proceso de restauración de bienes patrimoniales por parte del Municipio de Azogues y el FONSAL. Ubicado en el sector de la Playa, junto al parque infantil Marco Romero Heredia, el Centro Cultural y Turístico la Vieja Estación, con forma de prisma rectangular constituida por dos bloques independientes, ahora con un nombre que enaltece su verdadera significación e importancia, representante un renovado icono histórico del Ecuador. Aloja en sus instalaciones a la Dirección de Cultura y la Unidad de Turismo, responsables de la administración y eficiencia mantenimiento del Centro Cultural, además existe un punto de información turística, ITUR. Cuenta de igual manera con un área denominada “Memoria Viva del Tren” para exponer la mayor cantidad de información visual y textual acerca del ferrocarril y de las grandes máquinas que tanto progreso y desarrollo trajeron al Austro Ecuatoriano. Otro servicio que ofrece al Centro Cultural es la Biblioteca Municipal, equipada con tecnología de punta, dispone de una Galería Permanente para exposiciones artísticas y una cafetería para rescatar los alimentos y bebidas tradicionales de Azogues.[20]

## Transporte
En 1948, llegó por primera vez la locomotora N.º 3 a la estación de Azogues. La estación de tren de Azogues fue una fuente de crecimiento económico, y por algunos años trajo beneficios por la constante llegada de pasajeros y carga a la estación del ferrocarril, puesto que desde ahí se distribuía carga y alimentos a Cuenca y otras partes del sur del país. En 1992, el entonces presidente Rodrigo Borja reactivó el tren desde Azogues, incluso él mismo manejó la máquina hasta Cuenca, pero en 1993 el desastre de La Josefina borró el camino y se perdieron los rieles de este medio de transporte, que contribuyó en gran medida al desarrollo del sur del país. Actualmente, la estación funciona como una biblioteca y museo.
La ciudad cuenta con un terminal interparroquial, y un terminal interprovincial, para la movilización de sus ciudadanos y de turistas. La ciudad está cruzada por varias calles que corren de norte a sur y que se llama Longitudinales o preferenciales, y, también por otras que van de oriente a occidente y que se llaman transversales o secundarias.

### Principales vías y avenidas
- Av. 24 de mayo
- Calle General Enríquez
- Av. Andrés F. Córdova
- Av. 16 de abril
- Av. Aurelio Jaramillo
- Av. Ernesto Che Guevara
- Calle Luis Cordero Crespo
- Calle Simón Bolívar
- Av. Aurelio Jaramillo
- Av. de los Alcaldes
- Calle Emilio Abad
- Calle Carlos Domínguez Tapia
- Calle General Ignacio de Veintimilla
- Calle Batalla de Ayacucho
- Calle Antonio José de Sucre
- Calle Julio María Matovelle
- Calle Tres de Noviembre
- Calle Manuel Agustín Aguirre

## Recreación y Deportes
El Estadio Jorge Andrade Cantos, oficialmente Estadio Municipal Jorge Andrade Cantos, es un estadio multiusos. Se  inauguró en 1984, con un encuentro de fútbol entre los representativos de Liga Deportiva Universitaria de Quito y Barcelona Sporting Club. Es usado mayoritariamente para la práctica del fútbol, y allí juega como local el Deportivo Azogues de la Serie B, y lo hizo antes el desaparecido Club Atlético River Plate de Riobamba, así como varios equipos azogueños de Segunda División. Tiene capacidad de 15.000 espectadores. 
Este local deportivo es sede de distintos eventos deportivos a niveles provincial y local, así como es escenario para varios eventos de tipo cultural.